# ولیکه بروسنیتسه
ولیکه بروسنیتسه (اسلوونیایی: Velike Brusnice) یک زیستگاه انسانی در اسلوونی است که در نوو مستو واقع شده‌است.

## خصوصیات
ولیکه بروسنیتسه ۳٫۹۳ کیلومترمربع مساحت و ۴۹۸ نفر جمعیت دارد و ۲۵۱٫۶ متر بالاتر از سطح دریا واقع شده‌است.